# Loo (okręg miejski)
Loo - okręg miejski w Estonii, w prowincji Harju, w gminie Jõelähtme.